# 宋若昭
宋若昭（761年—828年9月10日），唐朝贝州清阳（今河北清河东）人，宋氏五姊妹的第二個。父亲宋庭芬，世为儒学。
宋庭芬有才华，生五女，分别取名为宋若莘、宋若昭、宋若伦、宋若宪、宋若荀，都很聪明。宋庭芬教给她们学习经史和诗赋。没成年时，五个女儿均能书写文章。宋若莘、宋若昭的文章尤其清丽淡雅，不追时尚。她们对父母表示，这辈子不嫁人，愿以学问使父母扬名。宋若昭为大姐宋若莘所著得《女论语》十篇，加以注解，甚有条理。
贞元四年（788年），昭义节度使李抱真表荐宋氏五姐妹。唐德宗将她们召入宫内，加试诗赋，并考问经史大义，深为赞叹。唐德宗能作诗，每次与侍臣作诗唱和，都要宋氏姊妹出席，唐德宗钦佩她们卓尔不群的气节，不以宫女妾侍对待，称呼她们为学士、先生。她们的父亲宋庭芬因此而授官饶州司马，习艺馆内，敕赐高级宅第，有俸料。
元和末年（约820年左右），宋若莘去世后，唐穆宗又命宋若昭接管宫中记注、簿籍，并拜宋若昭为尚宫。宋家五姐妹中，宋若昭最通晓人际关系，唐宪宗、唐穆宗、唐敬宗三帝都称她为先生，六宫嫔媛和诸王公主驸马也都以礼相待，十分尊重她。后被进封为梁国夫人。根據《舊唐書》，宝历初年（825年），宋若昭去世。反觀宋若昭的墓誌銘載，卒於大和二年（西元828年），享年68歲。

## 延伸阅读
[在维基数据编辑]
 在维基文库阅读此作者作品
 《舊唐書/卷52》，出自刘昫《舊唐書》
 《新唐書/卷077》，出自《新唐書》